# Оја (Кунео)
Оја је насеље у Италији у округу Кунео, региону Пијемонт.
Према процени из 2011. у насељу је живело 223 становника. Насеље се налази на надморској висини од 247 м.